# Amazon Kindle
Kindle é um leitor de livros digitais desenvolvido pela subsidiária da Amazon, a Lab126, que permite aos usuários comprar, baixar, pesquisar e, principalmente, ler livros digitais, jornais, revistas, e outras mídias digitais via rede sem fio. O aparelho, que está na sua décima segunda geração, tinha começado com apenas um produto e agora possui vários aparelhos — a maioria se utilizando de um display para ler papel eletrônico. Atualmente, a "família" Kindle também possui o Kindle Fire, um tablet, que também funciona como leitor de livros digitais, mas com um display colorido.
A Amazon também introduziu o software do Kindle para ser utilizado em várias plataformas diferentes, como Microsoft Windows, iOS, BlackBerry, Mac OS X (versão 10.5 ou mais nova, apenas processador Intel), Android, webOS e Windows Phone 7. A Amazon também criou um leitor de livros digitais em HTML5, permitindo ser lido em qualquer navegador.
Apresentando uma série de vantagens aos leitores, a Amazon criou o Kindle Unlimited. Esse serviço de assinaturas consiste basicamente em um catálogo repleto de livros dos mais variados estilos que podem ser requisitados a qualquer momento.

## Dispositivos

### Primeira geração

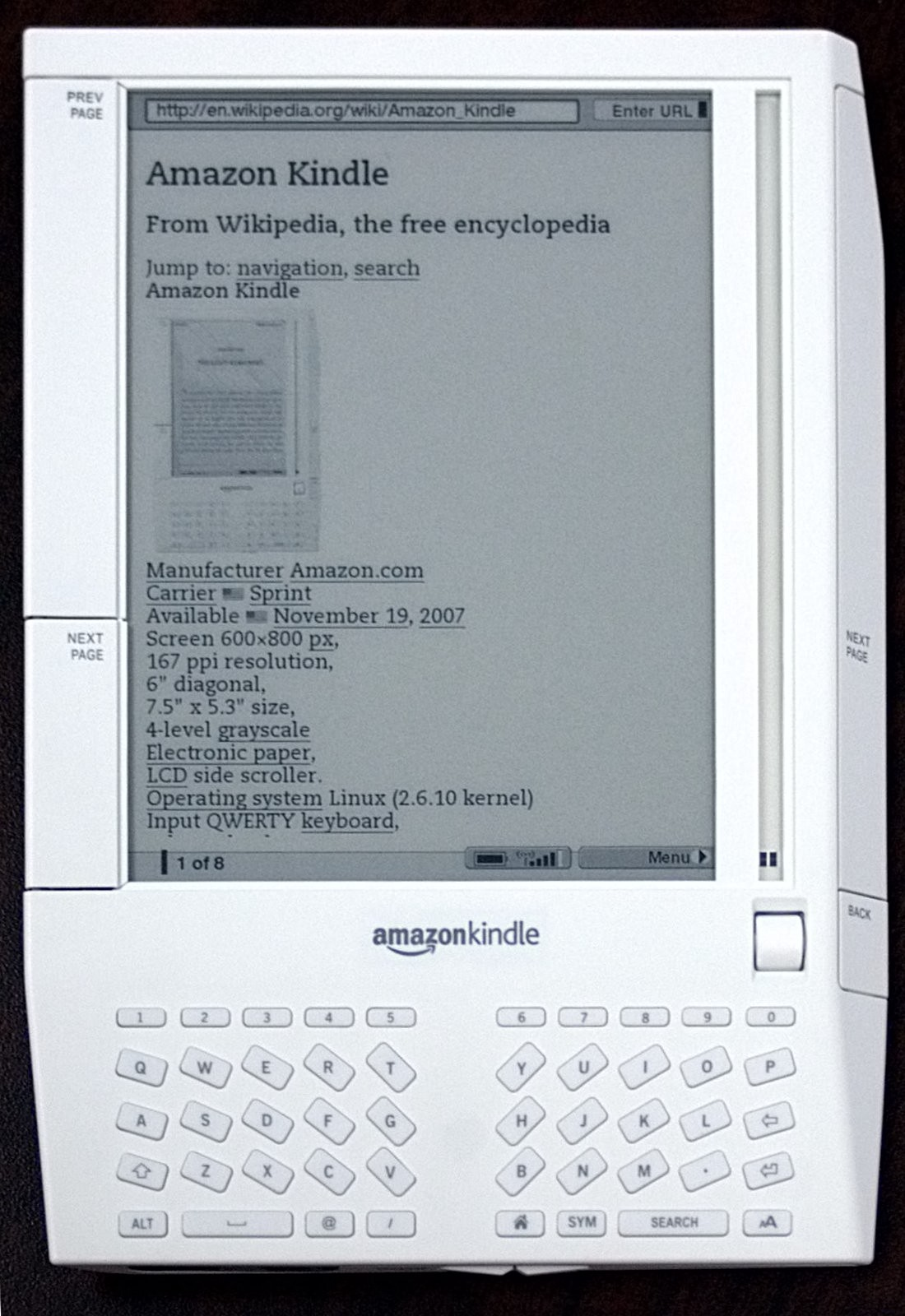
Primeira geração do Kindle.

A Amazon lançou a primeira geração do Kindle em 19 de novembro de 2007, por US$399.
A primeira geração do Kindle foi a única versão que não foi vendida fora dos Estados Unidos, tinha tela monocromática de 6 polegadas com 256mb de memória interna, foi o único Kindle com memória expansível, com um slot para cartões SD.

### Segunda geração

#### Kindle 2

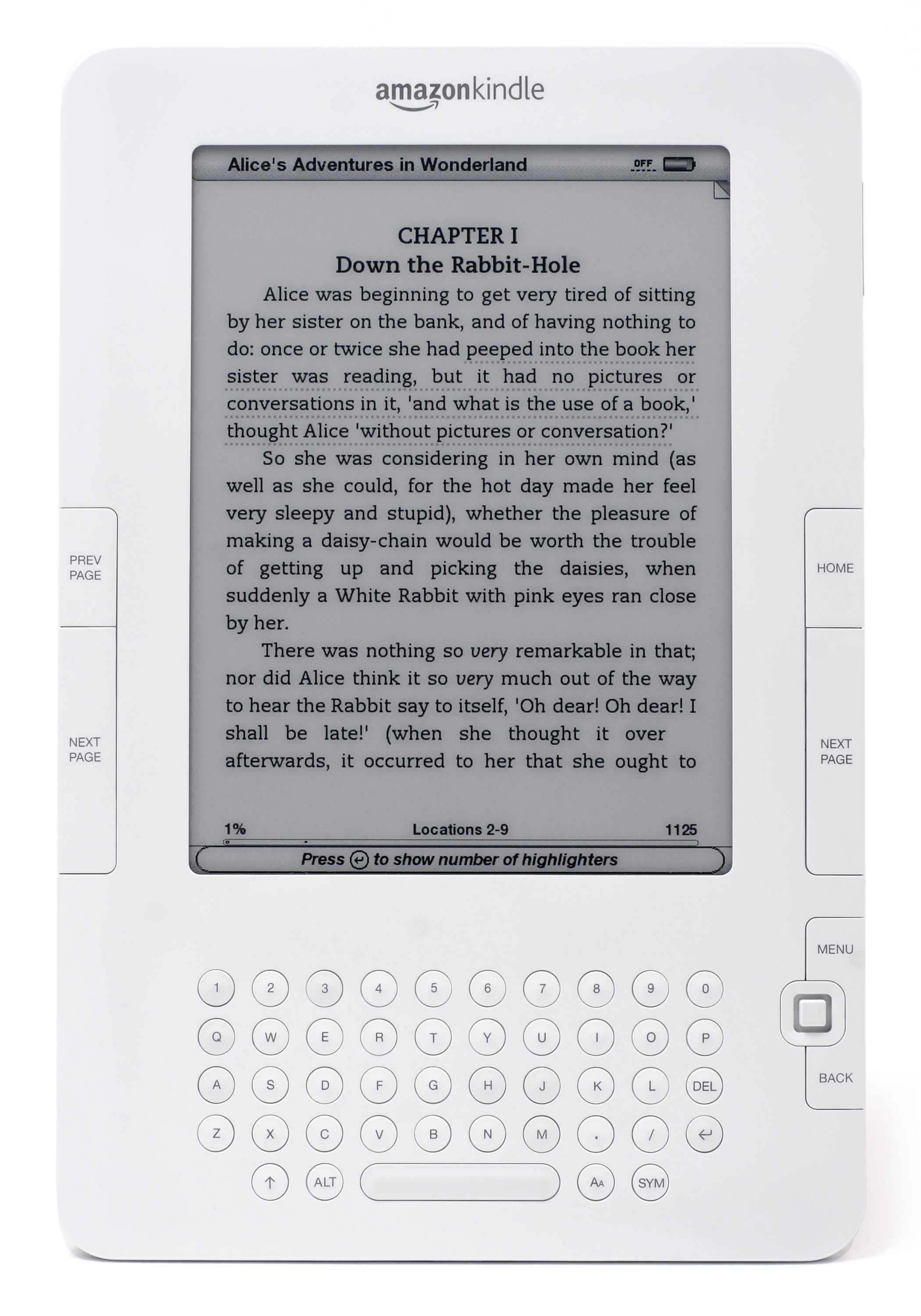
Segunda geração do Kindle.

O Kindle 2 foi anunciado em 09 de fevereiro de 2009, sendo que suas vendas começaram no dia 24 de Fevereiro do mesmo ano. O Kindle 2 trouxe novas características, como: o sintetizador de voz, ou seja, o aparelho lê para o usuário.
O Kindle 2 possui 2 GB de memória interna, sendo que 1.4 GB é utilizável pelo usuário. Diferente do Kindle 1, a partir do Kindle 2 a memória já não é expansível com cartões SD.
O preço do Kindle 2, em seu lançamento, era de US$359. Em 8 de julho de 2009, foi diminuído para US$299. Já em 7 de outubro de 2009, o preço foi diminuído novamente, de US$299 para US$259. Neste dia, também, foi anunciado uma nova versão do Kindle 2, uma versão internacional, onde o Wi-Fi funcionaria em mais de 100 países.

#### Kindle DX
O Kindle DX, lançado a 6 de maio de 2009, é destinado sobretudo a estudantes e leitores de jornais.
A tela é uma vez e meia maior do que o Kindle 2 com display de 24.6 cm (ou 9.7 pol) na diagonal, tem 3.3 gigabytes de memória capazes de armazenar 3500 livros, e pode ler os formatos .pdf, .mp3 e .txt.

### Décima geração
Lançado no ano de 2019, a Amazon lançou a décima geração de seus e-readers Kindle. Esta possui 3 aparelhos em sua coleção:
O Kindle Básico (de entrada) que pode ser encontrado nas cores branca e preta, e que agora possui iluminação interna, novidade dessa geração; 
Kindle Paperwhite que apenas possui a cor preta, apresenta um design mais robusto, um LED a mais (o básico possui 4) e a opção de utilizar o modo de leitura com cores invertidas (letras brancas e fundo preto), algo que foi retirado das versões de entrada, possui navegador experimental de intenet, possibilitando navegar na rede;
Kindle Oasis que apresenta acabamento premium de alumínio, melhor disposição para o manuseio, tela de 7'' (os outros possuem 6'') e botões para passagem das páginas durante a leitura, algo exclusivo do modelo mais caro.

### Kindle Fire
O Kindle Fire foi lançado nos Estados Unidos em novembro de 2011. O Fire é um tablet a cor com tela de 7 polegadas (178 mm). O Kindle Fire tem acesso à internet sem fio que permite navegar pela internet, e ter acesso direto à loja da Amazon que disponibilizou filmes por streaming e seriados de televisão. O Kindle também funciona como um tradicional leitor de livros digitais mas com opções mais avançadas.

## Galeria

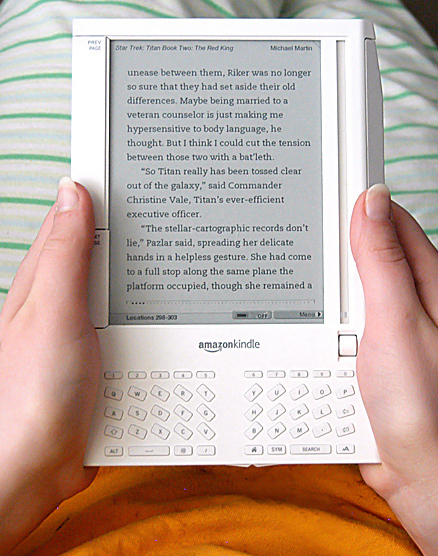
Amazon Kindle
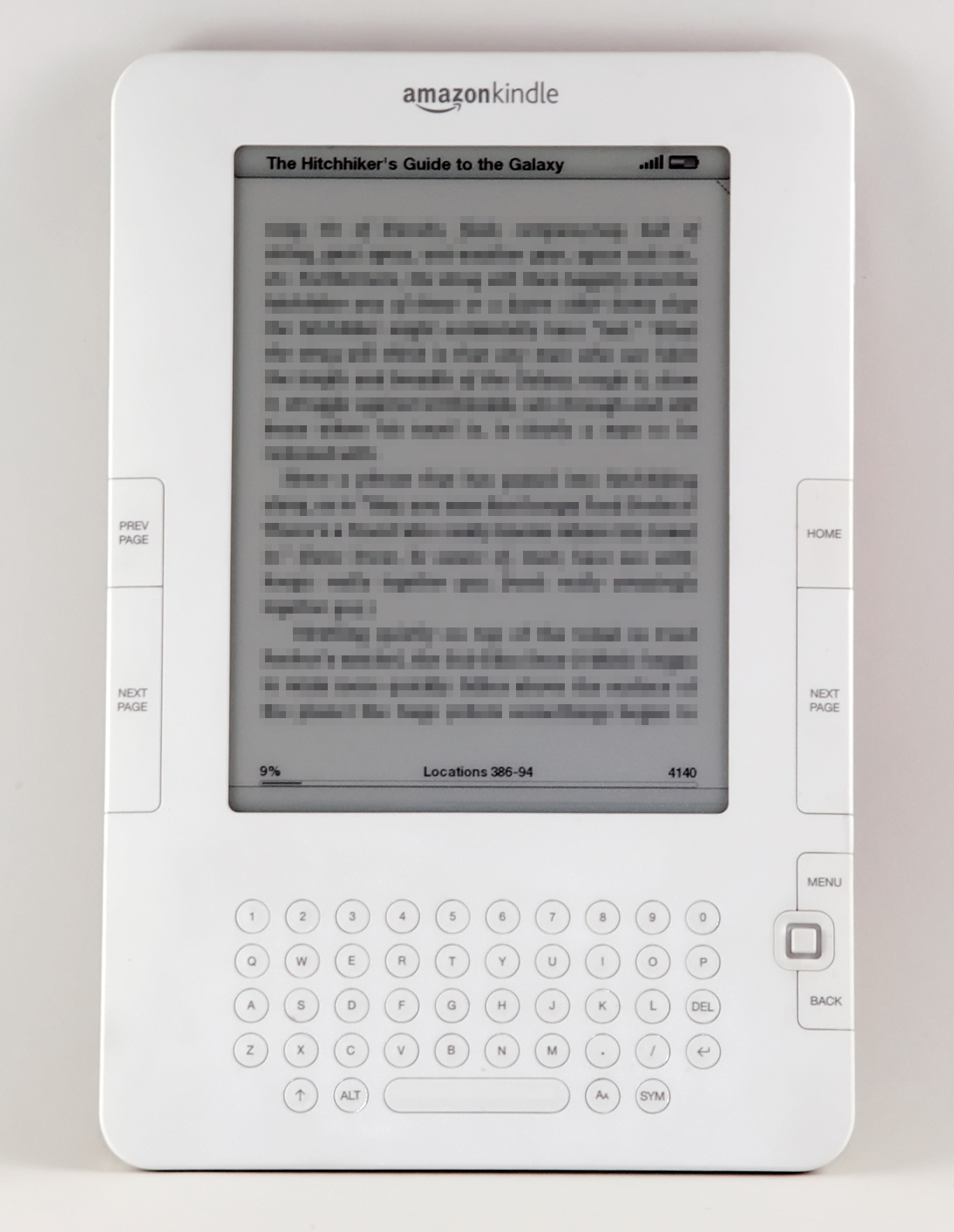
Kindle 2
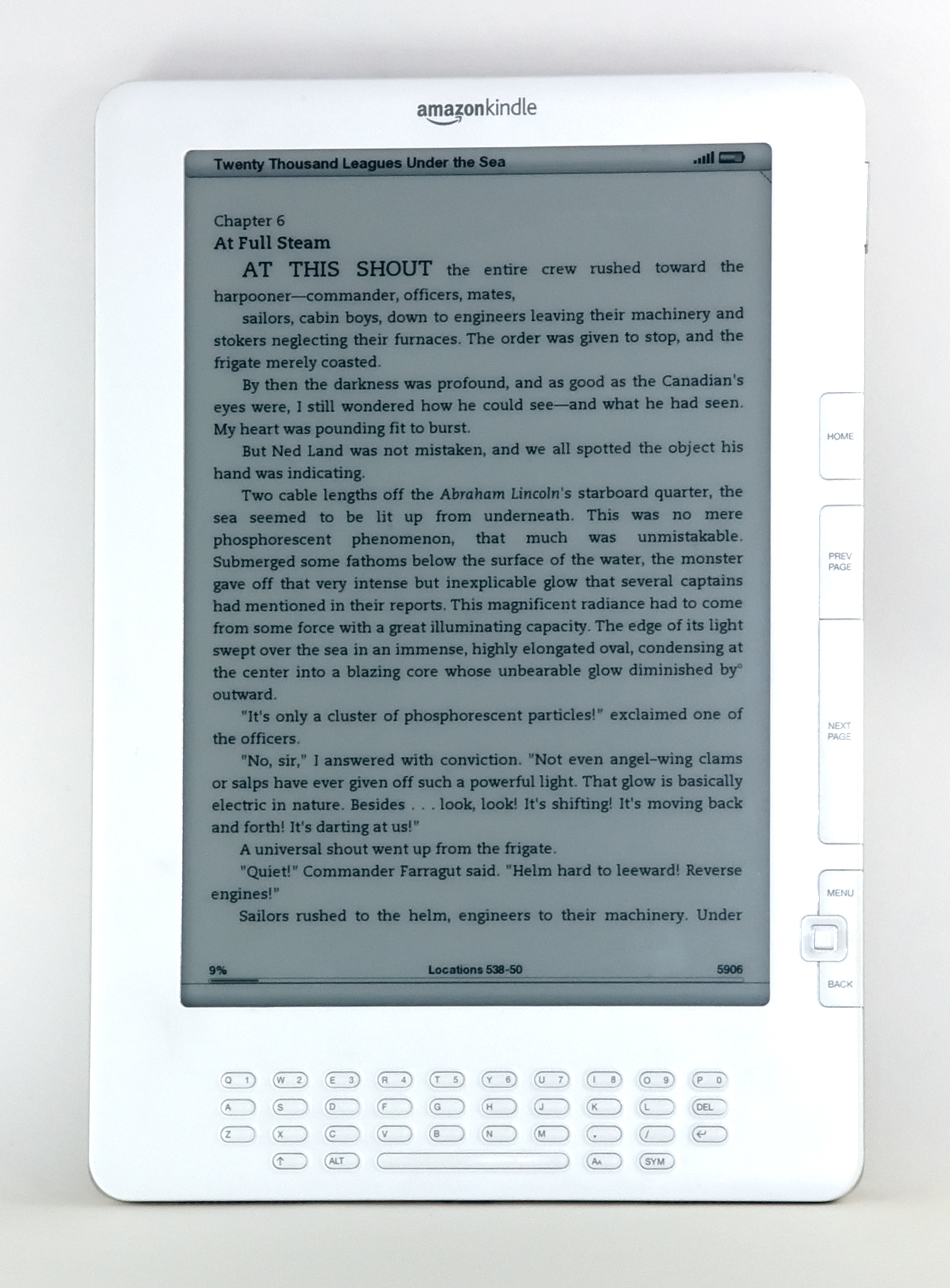
Kindle DX
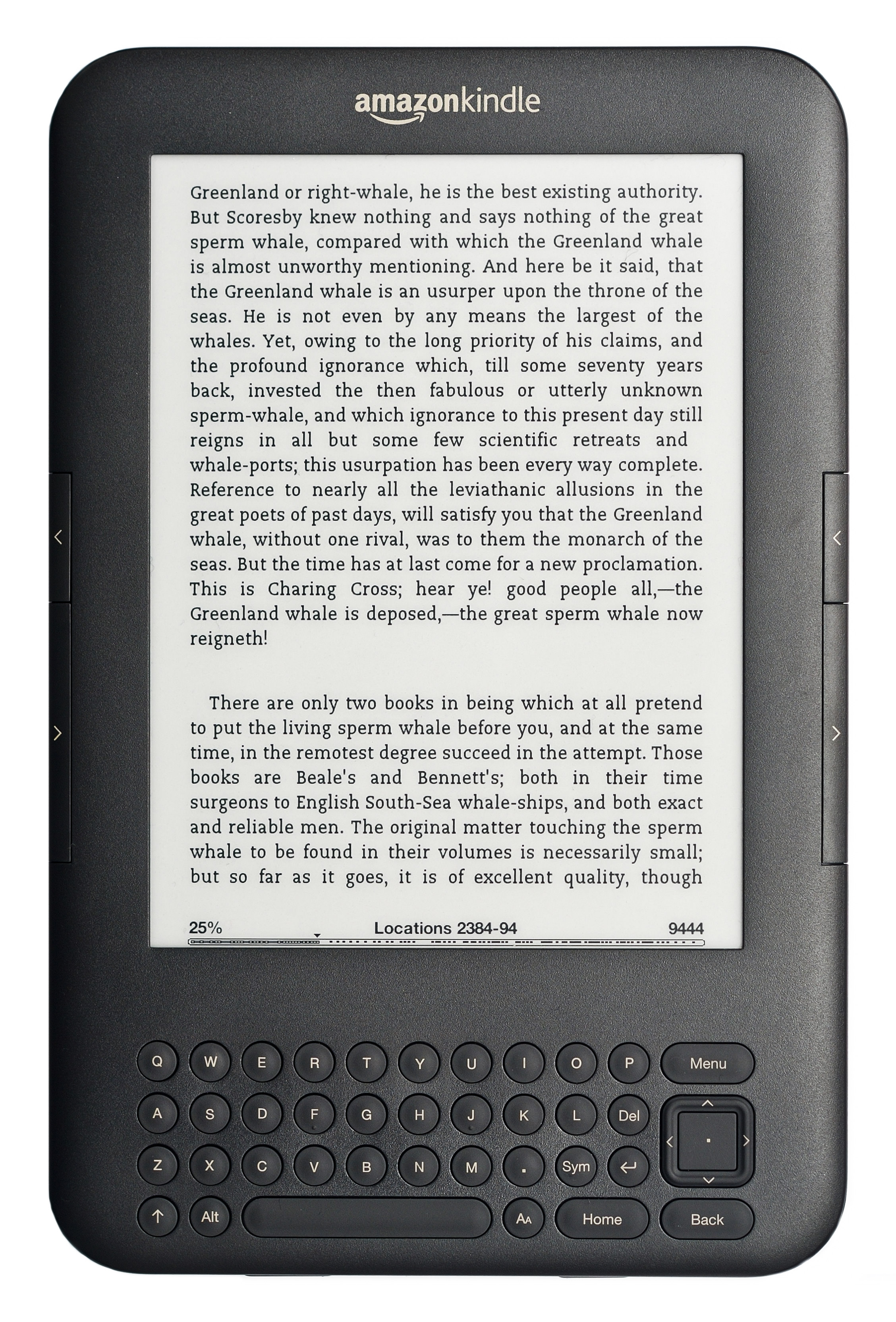
Kindle 3
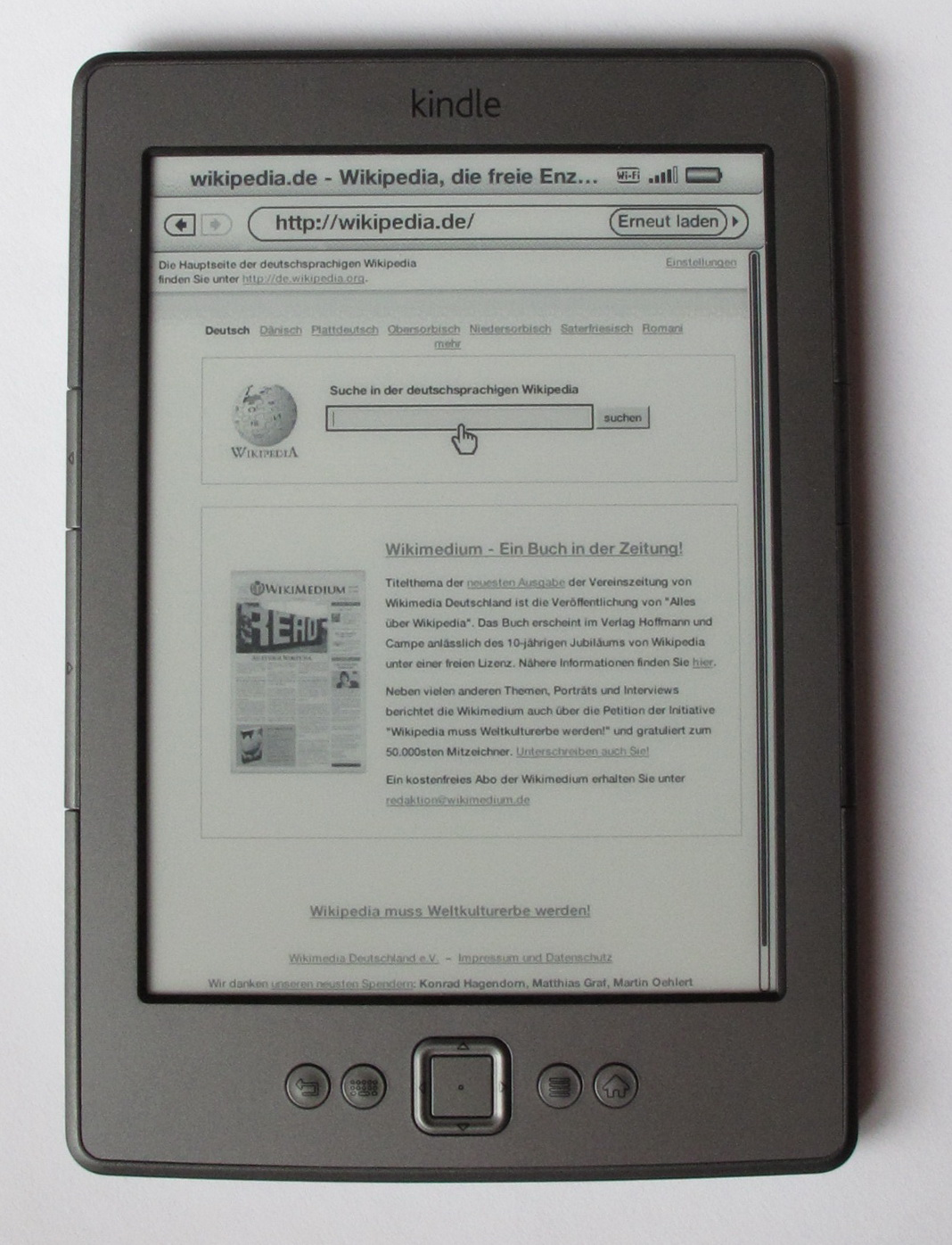
Kindle 4
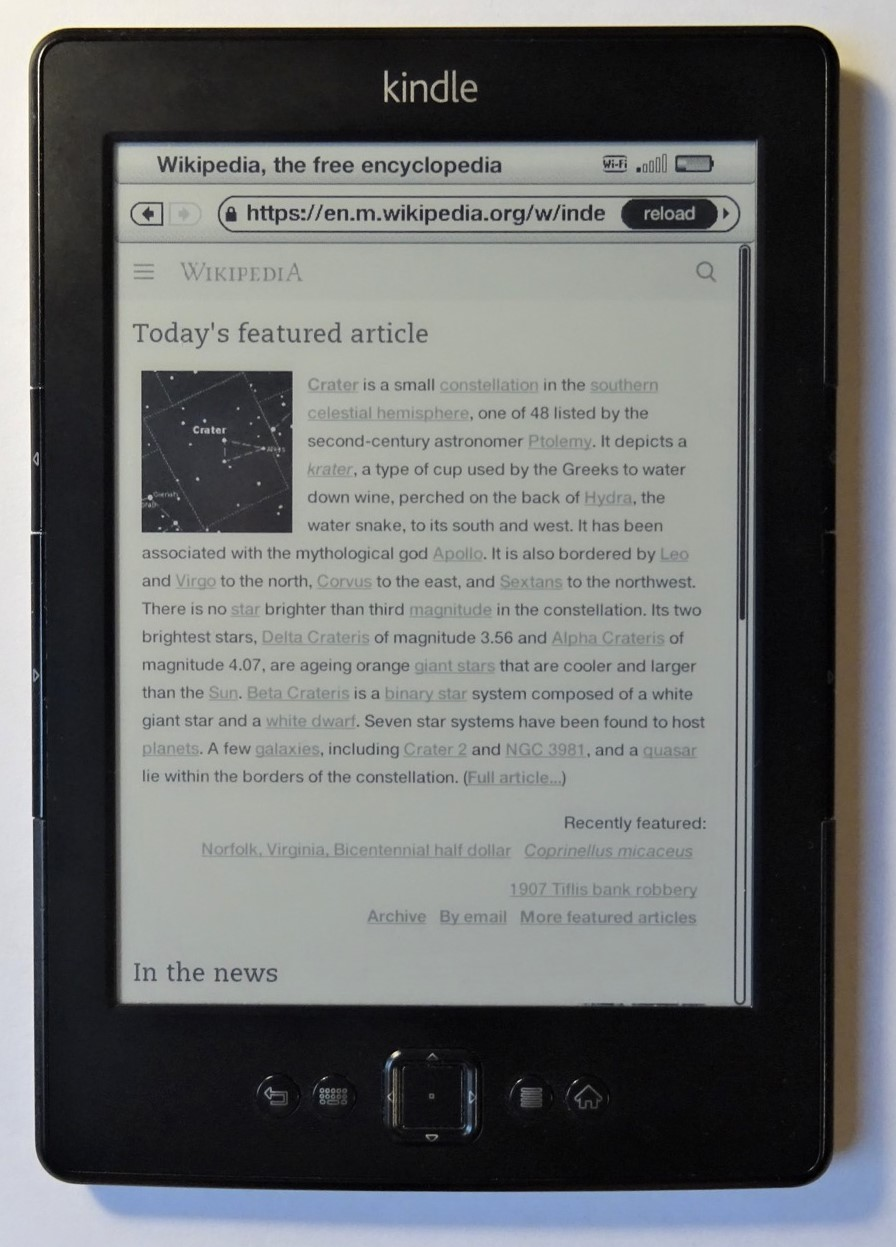
Kindle 5
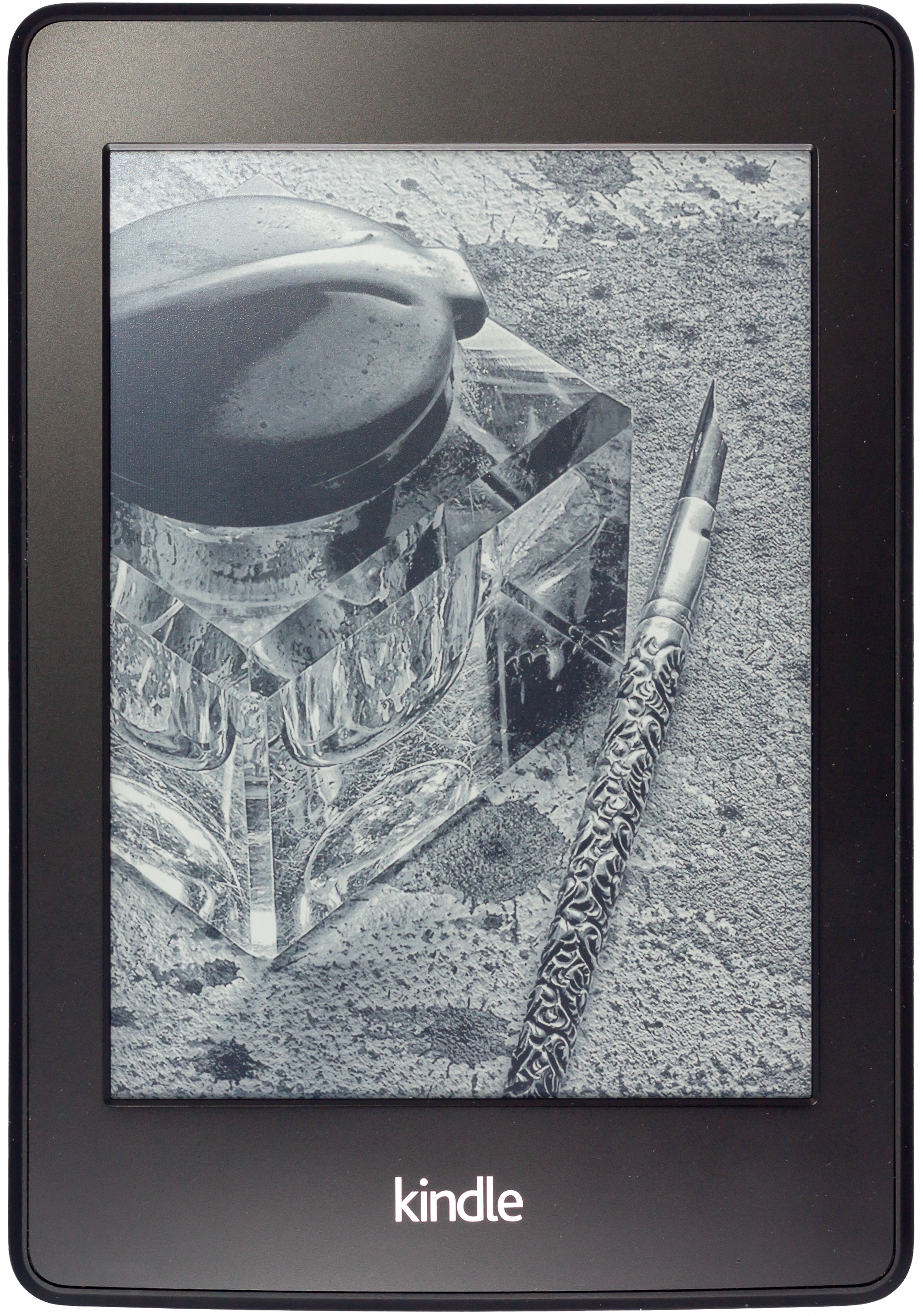
Kindle Paperwhite 2
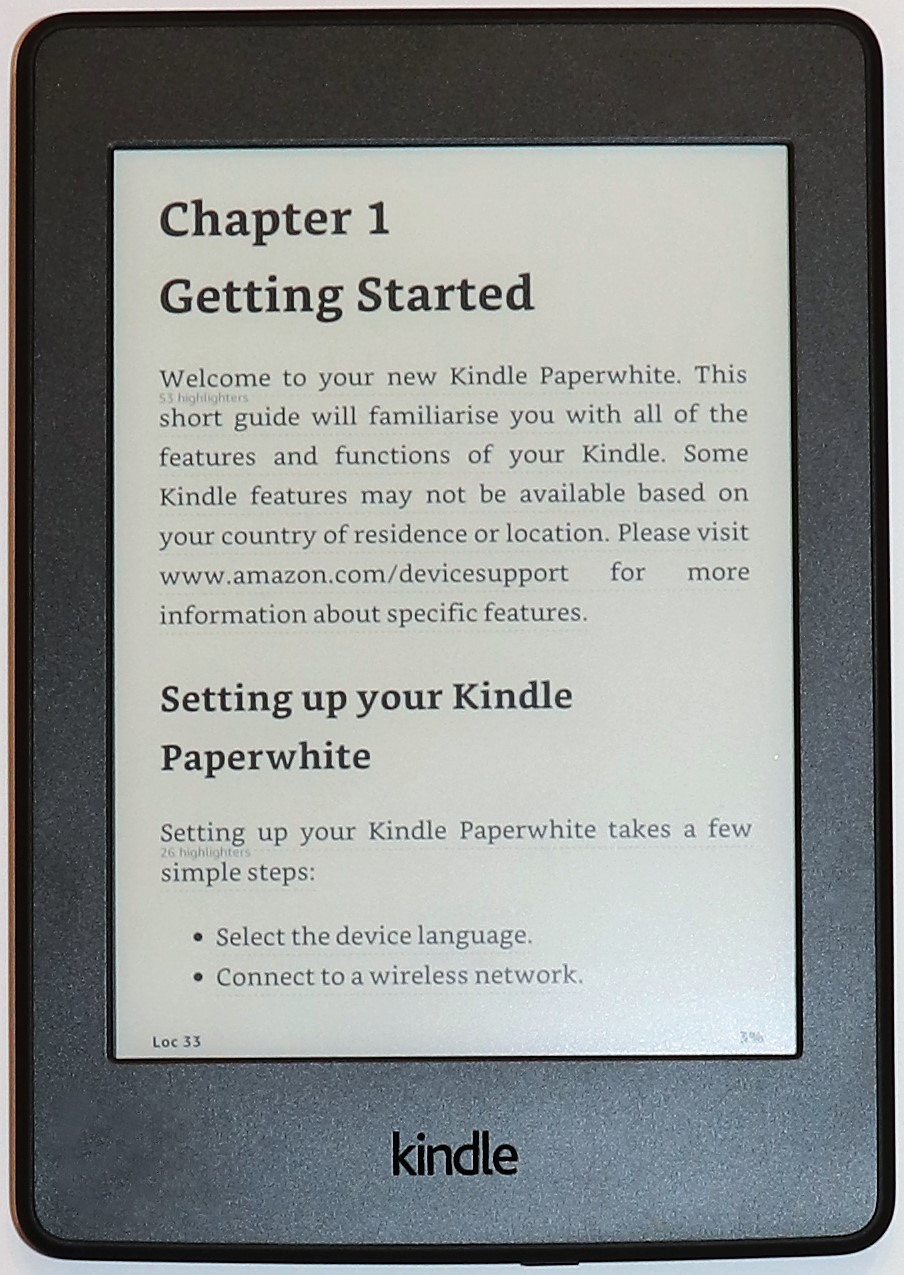
Kindle Paperwhite 3
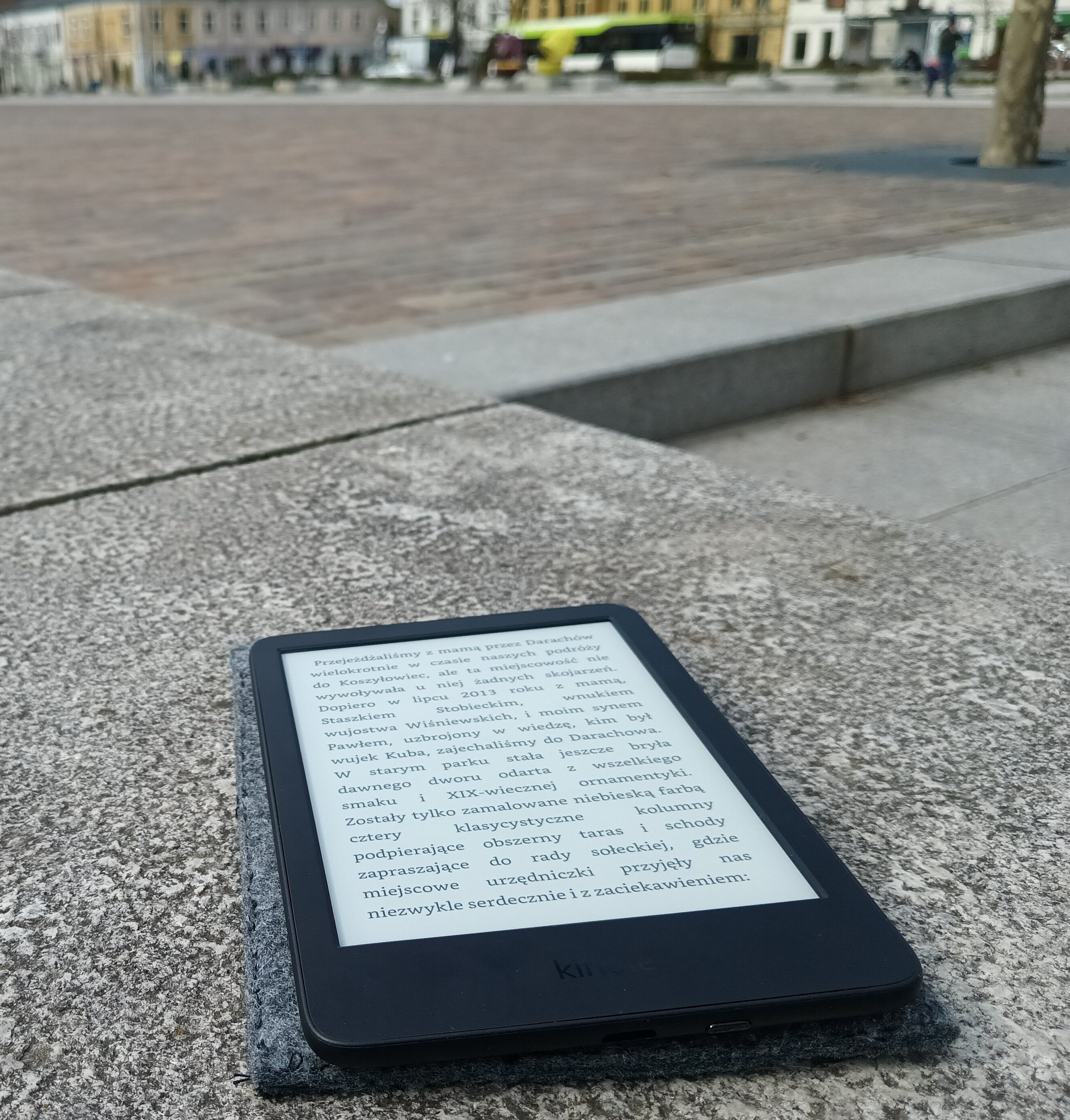
Kindle Paperwhite 5
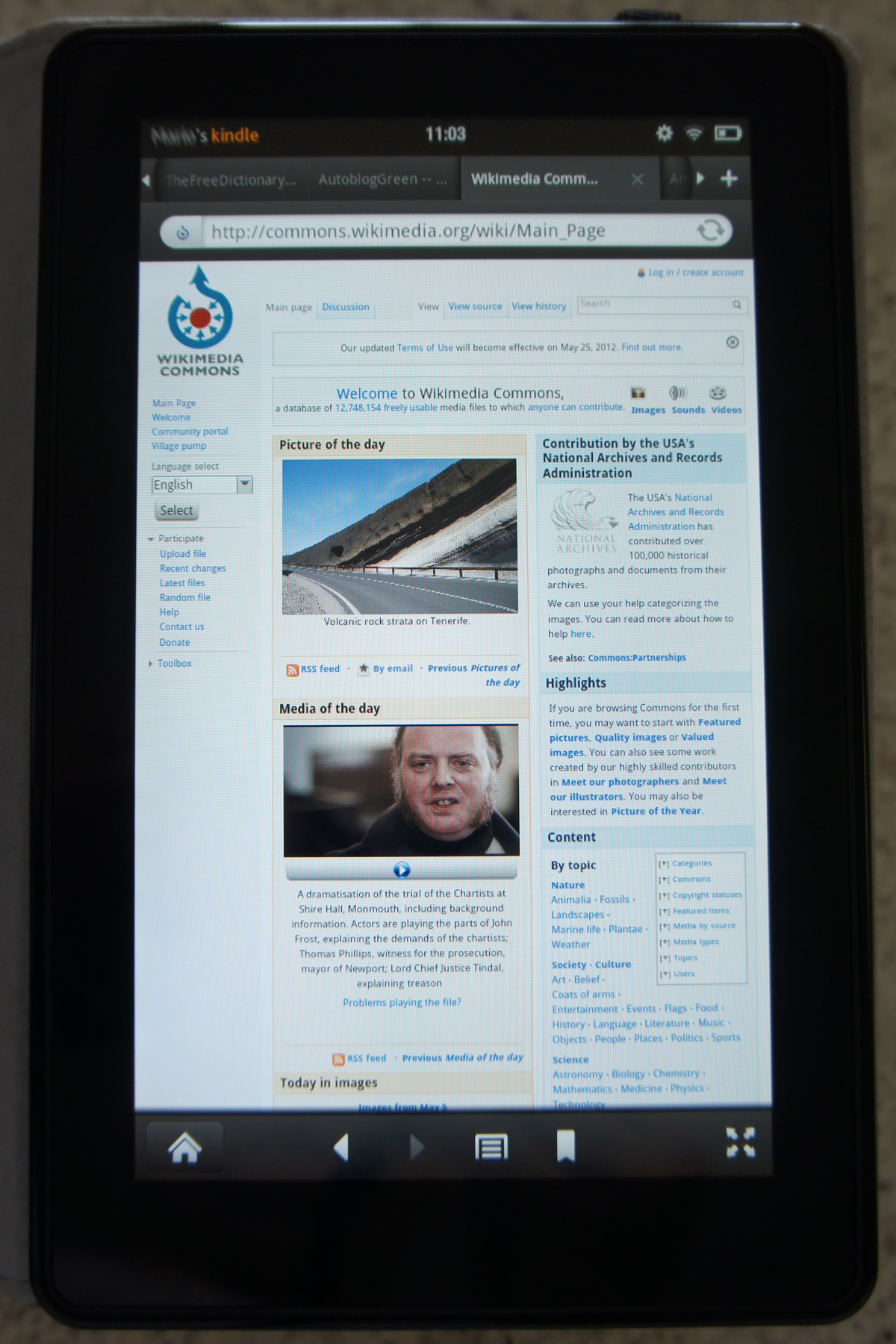
Kindle Fire